# 非線形ジェニアック
「非線形ジェニアック」（ひせんけいジェニアック）は、 いとうかなこの18枚目のシングル。2012年5月23日に5pb.から発売された。

## 概要
収録曲はいずれも『STEINS;GATE』関連作品のテーマソング。アートワークはhukeによるもの。

## 収録曲
1. 非線形ジェニアック
作詞・作曲：志倉千代丸、編曲：オオバコウスケ
『STEINS;GATE』PS3版オープニングテーマ
2. Geometric space
作詞：江幡育子、作曲・編曲：磯江俊道
『STEINS;GATE』外伝小説イメージソング
3. Another Heaven 2012 Remix Ver.
作詞：漆野淳哉、作曲：須田悦弘、編曲：磯江俊道
『STEINS;GATE』PS3版エンディングテーマ
4. 非線形ジェニアック (off Vocal)
5. Geometric space (off Vocal)

## 参照
- PS3版「STEINS;GATE」OPテーマ！あたらなる世界線...時空の狭間、奏でるメロディーはどこの世界線へと羽ばたくのか！？